# Tuareg (novela)
Tuareg es una novela de aventuras escrita por el autor español Alberto Vázquez-Figueroa. Esta novela fue su mayor éxito comercial y de crítica, con ventas superiores a los 5.000.000 de copias. Traducida a varios idiomas, fue adaptada como película en 1984, con  Mark Harmon, como protagonista principal Tuareg – The Desert Warrior .
Tuareg  es el primer libro de la trilogía Tuareg, seguido de Los ojos del tuareg (2000) y El último tuareg (2014) .

## Trama
El noble inmouchar Gacel Sayah, protagonista de esta novela, es amo absoluto de una infinita extensión de desierto en el Sahara. Cierto día, llegan al campamento dos fugitivos procedentes del norte, un joven y un anciano. Observando las milenarias tradiciones de  la hospitalidad en el desierto, Gacel cobija a los viajeros. Pero no pudo protegerlos, militares con polvorientos uniformes violaron esas sagradas leyes. Mataron al joven y se llevaron al anciano. Gasel Shayah recuerda el gran mandamiento del pueblo tuareg : tu invitado está bajo tu protección. Por ello, tiene que buscar venganza.